# 希佩托特克
希佩托特克或譯為西佩托堤克、希別透特克:222、希培托泰克:59（Xipe Totec（/ˈʃiːpə ˈtoʊtɛk/，[ˈʃiːpe ˈtoteːkʷ]或Xipetotec:786，意為「剝皮之主」:155），在阿兹特克神話中是农业、植被成長、東方、季節輪替、春天、死亡與重生、金匠之神:181:54-55:60-63:252 。希佩托特克有其他不同的名稱，包括特拉特拉赫卡 （Tlatlauhca，納瓦特爾語發音：[t͡ɬaˈt͡ɬawʔka]）、特拉特拉赫基·特斯卡特利波卡（Tlatlauhqui Tezcatlipoca，納瓦特爾語發音：[t͡ɬaˈt͡ɬawʔki teskat͡ɬiˈpoːka]，意為「紅色煙霧之鏡」）和約瓦拉萬（Youalahuan，納瓦特爾語發音：[jowaˈlawan]，意為「在晚上喝酒的人」）:60:252。希佩托特克也被稱呼為「我們最嚴厲的神」:25。他是最原始的神奧梅特奧特爾四個兒子的長子。:59在一些神話中，由於其剝皮的性質連結到處痛，希佩托特克被人認為是米斯科瓦特爾的一面相。:222希佩托特克跟農業興替與戰爭有所聯繫:107，他剝自己的皮給人類提供食物，這象徵著玉米種子在發芽前失去外殼、蛇脫落皮膚的形式。沒有皮膚的他被描繪成一位金神。其被阿茲特克人視作發明戰爭之神。:423他的圖像包括尖頂帽子和波浪的棍棒，這是墨西加皇帝的戰爭服裝。:107他在大神廟內有一座名為約皮科（Yopico）的寺廟。 :188粉刺、發炎和眼部感染被認為是希佩托特克引起的。:218其也可能與瘟疫有關。:148
希佩托特克起源不明，在西班牙征服時期于墨西哥中部廣受崇拜 :188，在中美洲的大部分地區都很知名:60，在尤卡坦半岛遠處的玛雅潘亦發現了此神的表徵。:19、23、26对希佩托特克的崇拜在後古代的墨西哥沿岸非常普遍。由於阿茲特克人在十五世紀中葉征服了墨西哥灣沿岸，希佩托特克可能因此而成為阿茲特克人的重要神祇。 :188

## 特徵

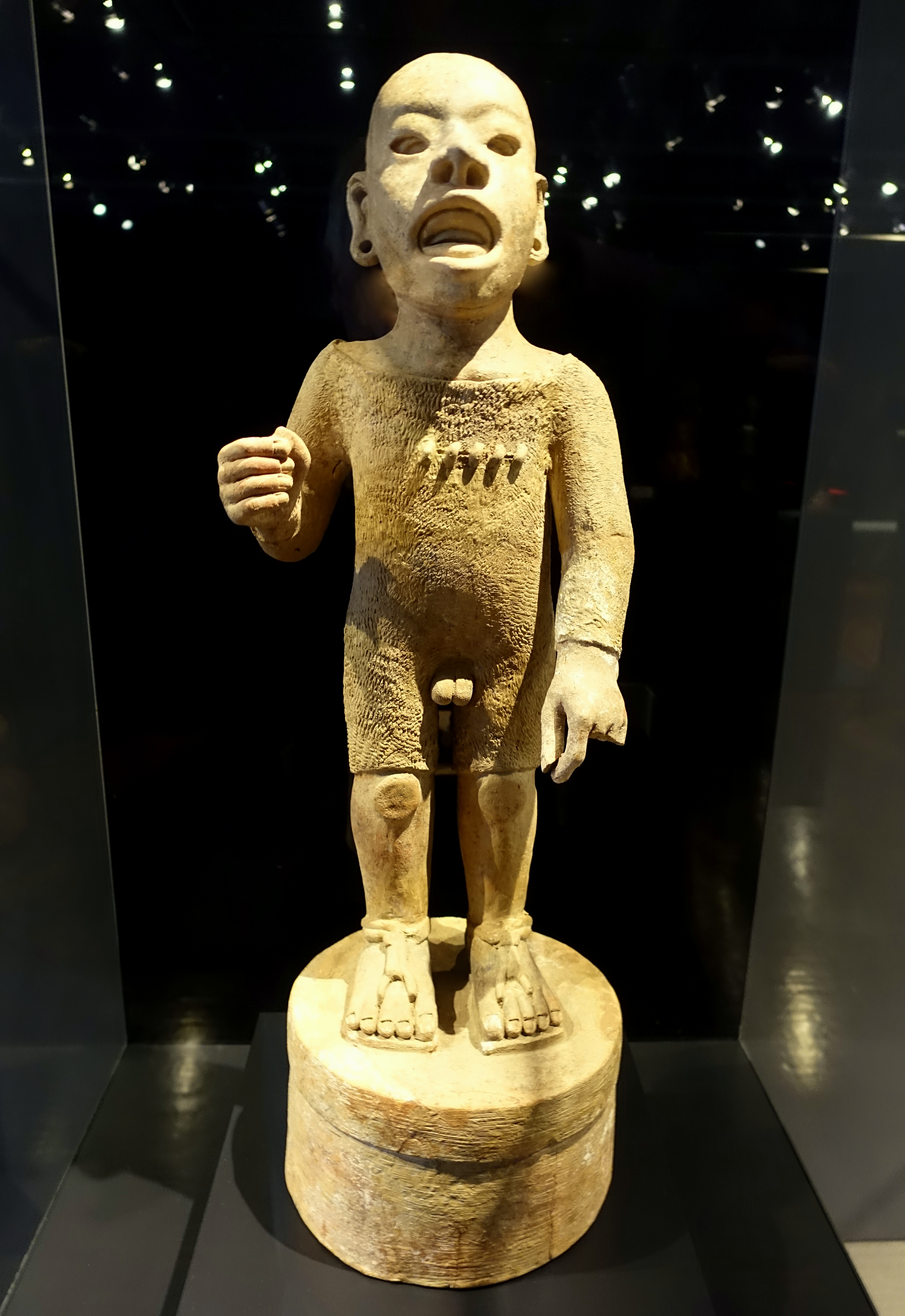
希佩托特克雕像，現存於馬德里美洲博物館

希佩托特克的形象為右手舉起、左手向前伸。:155其身上穿著剥下的人體皮膚，手腕上通常會垂著手部的人皮。:60:422其手臂彎曲，並持有可能是仪式用具的物件。:156他的身體經常被塗成一面黃色，另一面被曬黑的模样。:422:60他的嘴唇、脖子、手和腿有時被塗成紅色。在某些情況下，其上覆蓋的人皮某些部分被塗成黃灰色。他的眼睛不可見，嘴巴張開、耳朵穿孔。:156其臉上通常會有從額頭穿越眼睛到下巴的垂直線紋。:188其有時被描繪成攜帶一個黃色的盾牌和帶著一個裝滿種子的容器的形象。:468有一個希佩托特克的雕像是用火山岩雕刻的，描繪了一個站在台座上的男人的形象，其胸部有一個刀口，是為了在剝皮之前提取受害者的心臟。在儀式中穿著祭祀犧牲者的皮膚並穿著涼鞋的很有可能是希佩托特克。:171:155

## 象徵

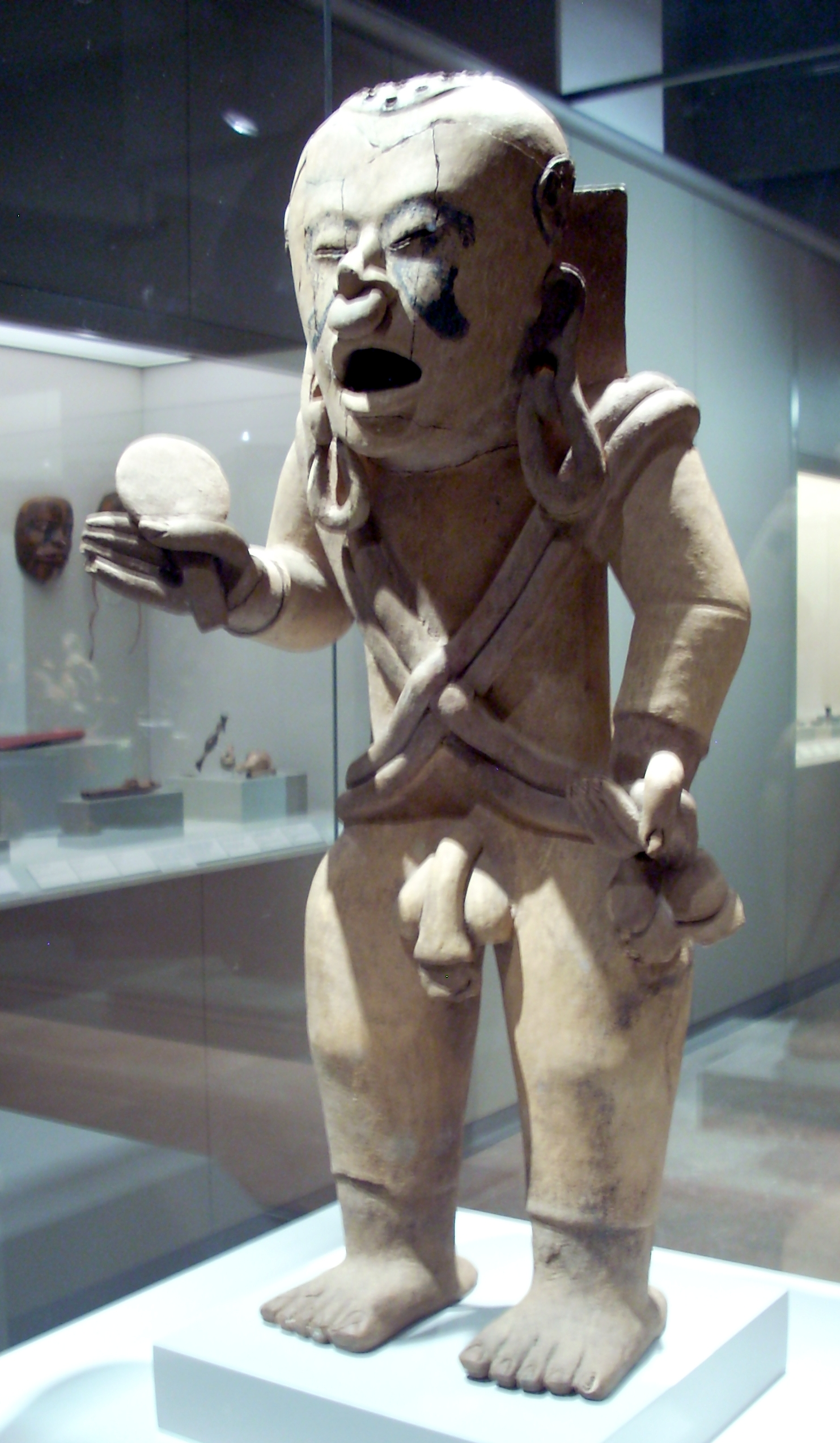
海灣沿岸出土的希佩托特克陶瓷雕像，現存於馬德里美洲博物館

希佩托特克的崇拜者认为，剝去腐爛脱落的舊皮象徵著季節的重生、上一代植物的凋零以及新一代植物的生長。:62穿上被剝下的皮肤，像徵著大雨降臨時大地长出植被。:207活著的神在死亡的表面之下隱藏著，準備像發芽的種子一樣迸裂出來。:423但也有不好的事物如皮疹、粉刺、發炎和眼部感染等，被認為是希佩托特克引起的。:62當地人認爲被剝下的皮具有治療的功效，母親讓孩子接觸這些被剝下的皮，可減輕病痛。:188希望被治療的人們會在「約皮科」（Yopico，位於大神廟中的希佩托特克寺廟）裡面準備供品。:188

## 年節
希佩托特克的節日在雨季來臨前的春分時節，它被稱為特拉卡希佩瓦利斯特利（Tlacaxipehualiztli，[t͡ɬakaʃipewaˈlist͡ɬi]，意為「剝人皮」）:167。在西班牙征服阿茲特克帝國時期的三月:422、468:252， 希佩托特克節日前的四十天，多名被关押的印第安战俘奴隸被選中，在节日期間裝扮成活著的神。:171特拉卡希佩瓦利斯特利最重要的儀式是「角斗士獻祭」，它們最終會達到節日的高潮。:254:422:188節日的第二天，比賽以兩個隊伍的形式舉行，一支隊伍由前述扮演了希佩托特克的戰俘组成，身上穿着前一天被殺的戰俘的皮膚，新鮮的血液還在其上流淌；另一支隊伍由英勇無懼的士兵扮演。這場比賽結束後，穿著人體皮膚的人们走遍整個城鎮，進入各处房屋並要求房屋內的人給他們一些施捨或禮物，以表達對希佩托特克的愛。进入房屋后，他們须坐在山欖樹葉上，戴上由玉米穗和花朵製成的項鍊、花環、并喝龍舌蘭酒。:167-168每年都會有奴隸或戰俘被選為希佩托特克的犧牲者:422，他们要被割開取出心臟、身體每一片皮膚都被仔细剝開，並將其屠宰，其中一條腿獻給統治者，其他部位則用來裝飾一個巨大的骷髏架:234，皮膚由祭司在獻祭儀式期間穿戴20天:422，有時武士也會披上人皮:236，要穿上新皮的人會將身體塗抹潤滑油，在這二十天要忍受人皮腐敗的惡臭，結束之後用玉米粉擦去身上的潤滑油和人皮，這種行為象徵春天的復甦:236，而這種穿上新皮的行為是一種名為內特奧特基利斯特利（Neteotquiliztli）的儀式，意思是「模仿神」:254，穿戴時往往會用明亮的羽毛和黃金珠寶來裝飾。:478在節日期間，戴著皮膚的戰士在特諾奇提特蘭各地表演模擬了战争的节目，并祝福那些赠与他们供物的人。:188 在為期二十天的節日結束後，被剝下的皮膚会存放在特製的容器中，該容器配有用於防止腐爛臭味逸出的緊閉蓋子，然後這些容器会存放在寺廟下方的一個房間內。:423

## 人祭
崇拜希佩托特克的人祭方式有数种。犧牲者被取出心臟後會被剝皮，在一些希佩托特克的圖像可见胸口上有被縫合过的傷口。:422
- 「角斗士獻祭」（Gladiator sacrifice）：給予一個有勇氣的戰俘一把假的武器，並将其綁在大圓石上，使其與全副武裝的阿茲特克戰士作戰。这把假的武器是馬夸维特尔（Macuahuitl，即黑曜石鋸刀），不過其中的黑曜石刀刃會用羽毛代替。[18]:218一根白色繩子繫在他的腰部或腳踝上，另一头捆綁在神聖的特馬拉卡特爾（Temalacatl，阿茲特克石頭祭壇）上。「特拉瓦瓦尼利斯特利」（tlauauaniliztli，即為角斗士獻祭）會在特拉卡希佩瓦利斯特利節日結束時由五名阿茲特克戰士進行，分別是兩個美洲豹戰士、兩個鵰戰士和一個左撇子戰士[6]:422，為了減輕這些注定死亡的戰俘痛苦，會給他們飲用含有牽牛花種子提煉藥物的龍舌蘭酒。[19]:236。

- 「箭祭」：将一名犧牲者綁在一個木製框架上，用許多箭射他，使他的血濺到地上。[18]:218犧牲者的血液溢出到地面象徵着豐富的降雨，以此希望有豐富的收获。[4]:164射箭结束後，用石刀將心臟移除，並將其皮肤從頭頂到腳跟完整剥下。這些儀式持續二十天，期间希佩托特克的崇拜者會穿著皮膚[4]:173-174。

- 另一种獻祭的方法是由阿斯卡波特薩爾科中特別崇敬希佩托特克的金匠們进行的。[4]:165希佩托特克是所有特奧奎特拉皮斯克（teocuitlapizque，金屬工匠），特別是金匠的守護神[8]:254:255。在這裡，那些偷金銀的人會被獻祭給希佩托特克，作為對其他人的警告。[4]:165

亦有其他的献祭方式，如将犧牲者投入火坑烧死，或将其割喉。:218

## 資料來源
- 北山篤; 鄭銘德(譯).  Chu ban. Taibei Shi: Qi huan ji di chu ban. 2004: 222. ISBN 9867576195.
- . 台北: 知書房. 2005. ISBN 978-9-86764-072-7.
- 車爾夫. . 台中: 好讀. 2004. ISBN 9789574555048.
- 克蘭狄能; 薛絢譯. . 貓頭鷹出版社. 2001年. ISBN 9574693813.
- Clara Bezanilla. . British Museum Press. 2006年. ISBN 0714130397.
- Coe, Michael D.; Rex Koontz. . New York, New York: Thames & Hudson. 2008 [1962]. ISBN 978-0-500-28755-2. OCLC 2008901003.
- Evans, Toby & Webster, David. . New York: Garland Publishing. 2001. ISBN 0-8153-0887-6.
- Fernández, Adela. . Mexico City: Panorama Editorial. 1996 [1992]. ISBN 968-38-0306-7. OCLC 59601185 （西班牙语）.
- Matos Moctezuma, Eduardo. . New Aspects of Antiquity series. Doris Heyden (trans.). London: Thames & Hudson. 1988. ISBN 0-500-27752-4. OCLC 17968786.
- Matos Moctezuma, Eduardo; Felipe Solis Olguín. . London: Royal Academy of Arts. 2002. ISBN 1-903973-22-8. OCLC 56096386.
- Milbrath, Susan; Carlos Peraza Lopez. . Ancient Mesoamerica (Cambridge University Press). 2003, 14: 1–46. doi:10.1017/s0956536103132178.
- Miller, Mary; Karl Taube（英语：Karl Taube）. . London: Thames & Hudson. 2003 [1993]. ISBN 0-500-27928-4. OCLC 28801551.
- Susan Toby Evans; David L. Webster. . Taylor & Francis. 2013-09  [2018-03-20]. ISBN 978-1-136-80185-3. （原始内容存档于2017-02-15）.
- Museo de América. . Madrid, Spain: Ministerio de Educación, Cultura y Deporte.   [2012-06-15]. （原始内容存档于2012-12-02） （西班牙语）.
- Neumann, Franke J. . History of Religions (Chicago, IL: University of Chicago Press). 1976-02, 15 (3): 251–263. doi:10.1086/462746.
- Robelo, Cecilio Agustín. . Mexico City, Mexico: =Biblioteca Porrúa. Museo Nacional de Arqueología, Historia y Etnología. 1905. ISBN 978-9684327955 （西班牙语）.
- Saville, Marshall. . Indian Notes(1929) (Museum of the American Indian（英语：National Museum of the American Indian）). 1929: 151–174.
- Smith, Michael E.  second. Malden MA; Oxford and Carlton, Australia: Blackwell Publishing. 2003 [1996]. ISBN 0-631-23016-5. OCLC 59452395.
- Bob Curran; Ian Daniels. . Career Press. 2007  [2018-03-20]. ISBN 978-1-56414-931-2. （原始内容存档于2017-02-15）.

## 延伸閱讀
- Mencos, Elisa. B. Arroyo; A. Linares; L. Paiz , 编.  [The Representations of Xipe Totec on the southern frontier of Mesoamerica] (PDF). XXIII Simposio de Investigaciones Arqueológicas en Guatemala, 2009 (Guatemala City: Museo Nacional de Arqueología y Etnología). 2010: 1259–1266  [2012-07-07]. （原始内容 (PDF)存档于2014-11-03） （西班牙语）.
- Gabriel Pareyon.  (PDF). Proceedings of the 3rd National Forum of Mexican Music, 3 (2007) (Universidad Autónoma de Zacatecas). 2006: 2–17. （原始内容 (PDF)存档于2011-07-20） （西班牙语）.